# Eupithecia karafutonis
Eupithecia karafutonis är en fjärilsart som beskrevs av Matsumura 1925. Eupithecia karafutonis ingår i släktet Eupithecia och familjen mätare. Inga underarter finns listade i Catalogue of Life.